# Gymnopithys
Genre
Gymnopithys est un genre de passereaux de la famille des Thamnophilidés. Il comprend trois espèces de fourmiliers.

## Taxonomie
En 2018 le congrès ornithologique international  a retiré deux espèces, les rattachant au genre Oneillornis, pour rendre Gymnopithys monophylétique.

## Répartition
Ce genre est originaire du Nord de l'Amérique du Sud,, et du Sud de l'Amérique centrale.

## Liste des espèces
Selon la classification de référence du Congrès ornithologique international (version 8.1, 2018) :
- Gymnopithys bicolor (Lawrence, 1863) — Fourmilier bicolore
  - Gymnopithys bicolor olivascens (Ridgway, 1891)
  - Gymnopithys bicolor bicolor (Lawrence, 1863)
  - Gymnopithys bicolor daguae (Hellmayr, 1906)
  - Gymnopithys bicolor aequatorialis (Hellmayr, 1902)
  - Gymnopithys bicolor ruficeps (Salvin & Godman, 1892)
- Gymnopithys leucaspis (Sclater, PL, 1855) — Fourmilier à joues blanches
  - Gymnopithys leucaspis leucaspis (Sclater, PL, 1855)
  - Gymnopithys leucaspis castaneus (Zimmer, JT, 1937)
  - Gymnopithys leucaspis peruanus (Zimmer, JT, 1937)
  - Gymnopithys leucaspis lateralis (Todd, 1927)
- Gymnopithys rufigula (Boddaert, 1783) — Fourmilier à gorge rousse, Fourmilier à gorge rouge
  - Gymnopithys rufigula pallidus (Cherrie, 1909)
  - Gymnopithys rufigula pallidigula (Phelps & Phelps Jr, 1947)
  - Gymnopithys rufigula rufigula (Boddaert, 1783)